# Chandra (Komori)
Chandra je selo na otoku Anjouan na Komorima. Prema popisu iz 1991. ima 3.511 stanovnika. Prema procjeni iz 2009. ima 6.179 stanovnika.